# Mesosemia sylvia
Mesosemia sylvia är en fjärilsart som beskrevs av Druce 1878. Mesosemia sylvia ingår i släktet Mesosemia och familjen Riodinidae. Inga underarter finns listade i Catalogue of Life.